# Air India

Il logo usato fino al 2023

Air India è la compagnia aerea di bandiera dell'India con sede a Nuova Delhi. Già di proprietà del governo indiano, dal 2022 è di proprietà di Tata Group a seguito del processo di privatizzazione.
Utilizza una flotta di aeromobili Airbus e Boeing. Il principale hub della compagnia si trova presso l'aeroporto internazionale Indira Gandhi di Nuova Delhi, insieme a diverse focus city in tutta l'India.
Air India è il più grande vettore internazionale al di fuori dell'India con una quota di mercato del 18,6%. Oltre 60 destinazioni internazionali sono gestite da Air India in tutto il mondo. Inoltre, il vettore è la terza più grande compagnia aerea indiana in termini di passeggeri trasportati nel paese (dopo IndiGo e Jet Airways) con una quota di mercato del 13,5% a luglio 2017. La compagnia è diventata il 27° membro dell'alleanza Star Alliance l'11 luglio 2014.
La compagnia venne fondata da Jehangir Tata con il nome di Tata Airlines nel 1932; Tata stesso pilotò il primo aeromobile della compagnia, un de Havilland Puss Moth, offrendo un servizio di posta aerea da Karachi all'aerodromo Juhu di Mumbai, proseguendo poi verso Chennai. Dopo la seconda guerra mondiale, divenne una public limited company e fu ribattezzata Air India. Il 21 febbraio 1960, ricevette il suo primo Boeing 707 denominato Gauri Shankar e divenne la prima compagnia aerea in tutta l'Asia ad aggiungere un aereo a reazione alla sua flotta. Negli anni 2000 e 2001, sono stati fatti tentativi per privatizzare Air India e dal 2006 in poi la compagnia ha subìto perdite dopo la sua fusione con Indian Airlines.
Air India inoltre opera voli verso destinazioni nazionali ed in Asia attraverso le sue sussidiarie Alliance Air e Air India Express. La mascotte della compagnia è il Maharajah (l'imperatore) e il logo è composto da un cigno contenente la ruota del Tempio del Sole di Konarak.

## Storia

### Primi anni (1932-1945)

#### Come Tata Air Services
Air India nacque come Tata Air Services, in seguito ribattezzata Tata Airlines. La compagnia venne fondata da Jehangir Tata, un aviatore indiano e magnate commerciale. Nell'aprile 1932, Tata vinse un contratto per portare posta per la Imperial Airways e il dipartimento di aviazione del Tata Group era composto da due de Havilland Puss Moths. I primi voli erano composti da un servizio settimanale di posta aerea tra Karachi e Chennai via Ahmedabad e Mumbai. Nel suo primo anno di attività la compagnia aerea percorse 260.000 chilometri, trasportando un totale di 155 passeggeri e 10,7 tonnellate di posta, realizzando un profitto di ₹60,000 (circa 730€).

#### Come Tata Airlines
Il primo volo della compagnia si svolse da Mumbai a Trivandrum a bordo di un Miles Merlin a sei posti. Nel 1938, la compagnia aerea venne ribattezzata come Tata Airlines. Nello stesso anno vennero aggiunte destinazioni verso Delhi e Colombo, in Sri Lanka. Durante la seconda guerra mondiale, la compagnia aerea aiutò la RAF con movimenti di truppe, spedizione di rifornimenti, salvataggio di rifugiati e manutenzione aerea.

### Post-indipendenza (1947–2000)

#### Come Air India
Dopo la seconda guerra mondiale, furono ripristinati tutti i collegamenti aerei e il 29 luglio 1946 la Tata Airlines divenne una public limited company sotto il nome di Air India. In seguito all'indipendenza indiana nel 1947, il 49% della compagnia venne acquistato dal governo indiano. L'8 giugno 1948, un Lockheed Constellation L-749A denominato Malabar Princess decollò da Mumbai diretto a Londra Heathrow segnando il primo volo internazionale della compagnia.

#### Nazionalizzazione
Nel 1953, il governo indiano acquistò una quota di maggioranza della compagnia tramite l'Air Corporation Act. La compagnia venne rinominata Air India International Limited e le rotte domestiche vennero trasferite a Indian Airlines come parte di ristrutturazione della società. Dal 1948 al 1950, la compagnia aerea introdusse nuove destinazioni verso Nairobi in Kenya e verso le principali città europee come Roma, Parigi e Düsseldorf. In seguito alla consegna del primo Lockheed Constellation L-1049 la compagnia inaugurò nuove destinazioni verso Bangkok, Hong Kong, Tokyo e Singapore.
Una flotta moderna
Il 21 febbraio 1960, Air India International introdusse il primo Boeing 707 alla flotta, diventando così la prima compagnia aerea asiatica ad entrare nell'era degli aerei a reazione. Il 14 maggio 1960 la compagnia aerea inaugurò una nuova rotta verso New York. L'8 giugno 1962, il nome della compagnia fu ufficialmente cambiato in Air India e l'11 giugno 1962 divenne la prima compagnia aerea al mondo ad avere una flotta interamente composta da aerei a reazione. Nel 1971, la compagnia ricevette il suo primo Boeing 747-200B ed introdusse una nuova livrea, la Palace in the Sky. Nel 1986, Air India aggiunse alla flotta il suo primo Airbus A310-300 e nel 1994 iniziò la prima rotta non-stop tra New York e Delhi a bordo di un Boeing 747-400.

### Post-liberalizzazione (dagli anni 2000)
Negli anni 2000 e 2001 sono stati fatti tentativi per ri-privatizzare Air India. Nel 2000, la compagnia introdusse servizi verso Shanghai, in Cina. Il 23 maggio 2001, il Ministero dell'Aviazione Civile Indiana ha accusato Michael Mascarenhas, l'allora amministratore delegato, di corruzione. Secondo i rapporti del ministero, la compagnia aerea ha perso circa ₹570 milioni (circa 7 milioni di €) a causa di commissioni extra.
Nel maggio del 2004 Air India lancia la sua prima sussidiaria low-cost, Air India Express, collegando l'India con il medio oriente e con il sud-est asiatico.

#### La fusione con Indian Airlines

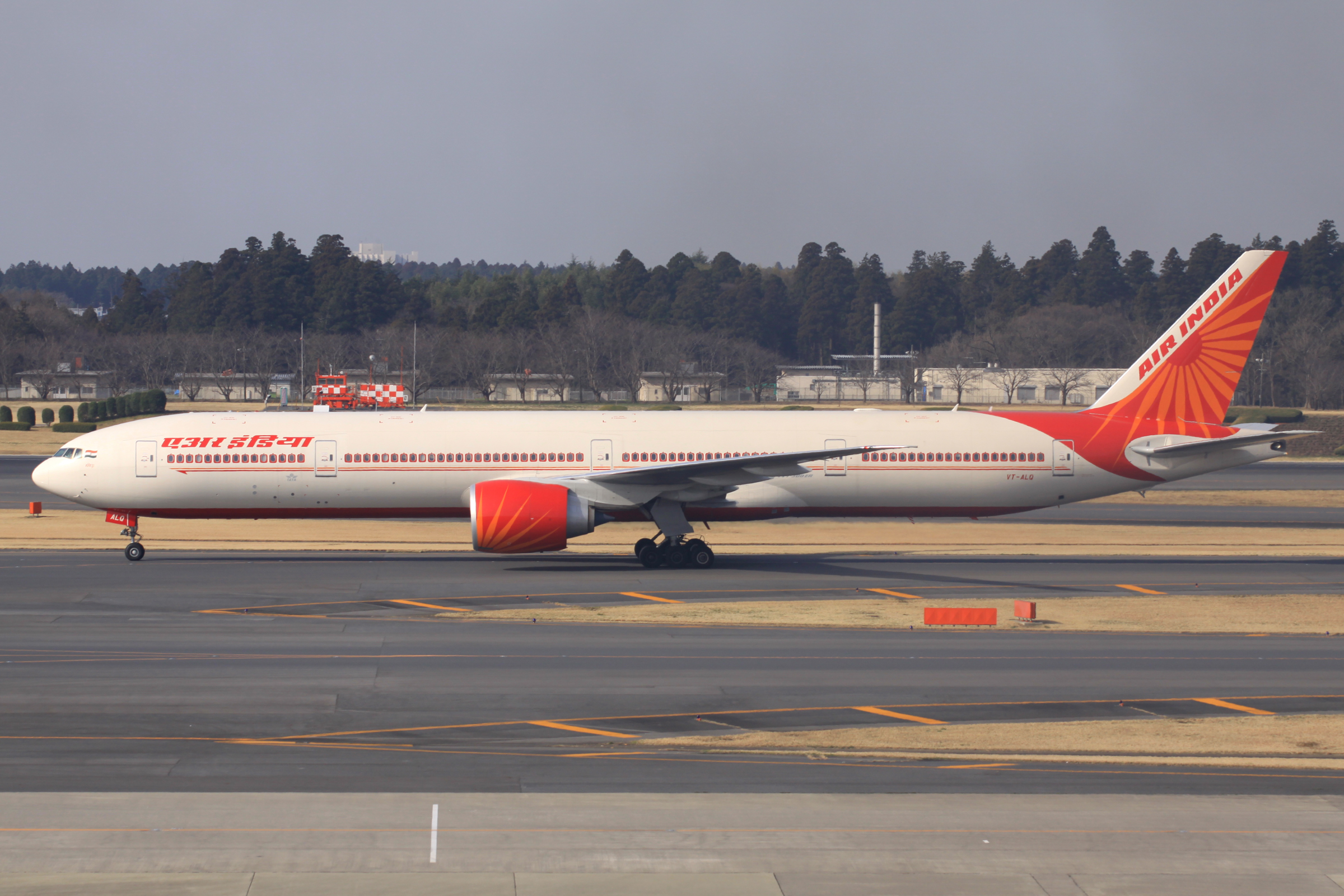
Un Boeing 777-300ER.

Nel 2007, Air India e Indian Airlines sono state fuse con il nome di Air India Limited e la compagnia aerea ricevette il suo primo Boeing 777. Nello stesso anno la compagnia venne invitata a far parte della Star Alliance.
Le perdite combinate tra Air India e Indian Airlines nel 2006 furono di ₹7,7 miliardi (circa 93 milioni di €) e dopo la fusione, salirono a ₹72 miliardi (circa 877 milioni di €) a marzo 2009. Nel luglio del 2009 la State Bank of India venne nominata per preparare un piano di recupero per la compagnia aerea. La compagnia dovette vendere tre Airbus A300 e un Boeing 747-300M per finanziare il debito recuperando circa 16 milioni di €. A marzo 2011, Air India aveva accumulato un debito di ₹426 miliardi (circa 5 miliardi di €) ed era in perdita di ₹220 miliardi (circa 2,7 miliardi di €) richiedendo ₹429 miliardi (circa 5,2 miliardi di €) dal governo indiano. Un rapporto del Controllore e del Revisore Generale Indiano accusò Air India per la decisione di acquistare 111 nuovi aeromobili e l'inopportuna fusione con Indian Airlines durante una fase di perdita finanziaria. Nell'agosto 2011, l'invito ad aderire a Star Alliance venne sospeso a causa del mancato rispetto degli standard minimi richiesti. A marzo 2012 il governo indiano aggiunse ₹32 miliardi (circa 390 milioni di €) ai fondi della compagnia.
Il 1º marzo 2009, Air India aggiunse l'aeroporto di Francoforte sul Meno come hub internazionale per le connessioni con gli Stati Uniti dall'India. Tuttavia, il 30 ottobre 2010 la compagnia aerea ha chiuso l'hub a causa degli elevati costi operativi. Nel 2010 sono state chiuse le rotte economicamente meno redditizie e la compagnia aerea ha pianificato di aprire un nuovo hub a Dubai. Nel 2012, uno studio commissionato dal Ministero degli affari aziendali indiano raccomandò che Air India venisse parzialmente privatizzata. Nel maggio 2012 la compagnia invitò le banche a raccogliere ₹58 miliardi (circa 707 milioni di €) tramite prestiti commerciali. Nel maggio 2012, la compagnia aerea è stata multata di 70.000€ dal Dipartimento dei Trasporti degli Stati Uniti per non aggiornato il sito web della compagnia circa le eventuali tariffe opzionali per i passeggeri.
Nel 2013, l'allora ministro dell'Aviazione civile Ajit Singh dichiarò che la privatizzazione era la chiave per la sopravvivenza della compagnia aerea. Tuttavia, l'opposizione guidata dal Partito del Popolo Indiano e dal Partito Comunista d'India è andata contro questa iniziativa. Nel 2013, il governo indiano ha pianificato di finanziare la compagnia con ₹300 miliardi (circa 3,6 miliardi di €) che verranno costantemente aggiunti alla compagnia aerea lungo un arco di otto anni. Nel gennaio 2013, Air India riuscì a liquidare una parte delle sue quote in sospeso attraverso i fondi raccolti vendendo e mettendo in leasing i nuovi Boeing 787 Dreamliner acquistati. A marzo 2013, la compagnia aerea ha registrato il primo MOL positivo dopo quasi sei anni e una crescita del 20% dei ricavi netti rispetto alla situazione precedente. Sempre nel 2013, Air India divise le attività di ingegneria e cargo in due filiali separate, Air India Engineering Services Limited (AIESL) e Air India Transport Services Limited (AITSL).

#### Star Alliance
L'11 luglio 2014 Air India divenne il 27° membro di Star Alliance. Nell'agosto del 2015, la compagnia ha firmato un accordo con Citibank e State Bank of India per raccogliere ₹21,8 miliardi (circa 265 milioni di €) in prestiti commerciali. Per l'esercizio 2014-2015, il fatturato, la perdita operativa e la perdita netta sono stati rispettivamente di ₹198 miliardi (circa 2,4 miliardi di €), ₹2,2 miliardi (circa 26 milioni di €) e ₹5,4 miliardi (circa 65,8 milioni di €) contro all'esercizio 2011-12, che sono stati di ₹147 miliardi (circa 1,7 miliardi di €), ₹5,1 miliardi (62 milioni di €) e ₹7,5 miliardi (91,4 milioni di €). A maggio 2017 Air India risulta la terza più grande compagnia aerea indiana in termini di passeggeri trasportati nel paese (dopo IndiGo e Jet Airways) con una quota di mercato del 13,5%.

#### Privatizzazione
Il 28 giugno 2017, il governo indiano ha approvato la privatizzazione di Air India. È stato istituito un comitato per avviare il processo. Nel marzo 2018, il governo ha emesso una dichiarazione di interesse (EOI) per vendere il 76% del capitale di Air India, insieme alla compagnia aerea a basso costo Air India Express, e il 50% di AISATS, una joint venture di servizi di assistenza a terra con Singapore Airport Terminal Services (SATS). Secondo quanto riportato nell'EOI, il nuovo proprietario avrebbe dovuto contrarre un debito di ₹ 33.392 crore (US $ 4,7 miliardi) e un'offerta dovrebbe essere presentata entro metà maggio poiché il governo voleva completare il processo di vendita entro la fine del 2018, ma nessuna società privata ha mostrato alcun interesse ad acquistare la compagnia piena di debiti.
Non essendo riuscito in precedenti occasioni a vendere la compagnia aerea, il governo ha deciso di vendere il 100% delle quote e ha iniziato la sua preparazione alla fine del 2019. Il 27 gennaio 2020, il governo ha pubblicato la dichiarazione di interesse (EOI) per invitare gli offerenti. Questa volta ha deciso di vendere il 100% delle azioni sia di Air India che della sua compagnia aerea a basso costo Air India Express, nonché il 50% di azioni di AISATS e per attirare più offerenti questa volta, il governo ha già ridotto di quasi $ 30.000 crore (US $ 4,2 miliardi) di debiti e responsabilità in uno Special Purpose Vehicle (SPV).
Il 27 gennaio 2022 venne finalizzata la vendita della compagnia a Tata Group. Il Tata Group, al momento dell'acquisizione di Air India, era presente al tempo nel mercato delle compagnie aeree con una quota di maggioranza in Vistara e in Air Asia India.
Nel novembre 2022 Tata Group acquisì il 100% di Air Asia India dalla capogruppo malese Air Asia e la ridenominò AIX Connect, pur mantenendo temporaneamente il marchio Air Asia. Venne altresì annunciato che Vistara, che ha come azionisti Tata Group per il 51% e Singapore Airlines per il 49%, sarebbe stata completamente integrata in Air India entro marzo 2024 e che il marchio Vistara sarebbe stato dismesso.
Una volta incorporata Vistara, Singapore Airlines avrà il 25% di Air India, mentre Tata Group avrà le restanti quote.

## Identità aziendale

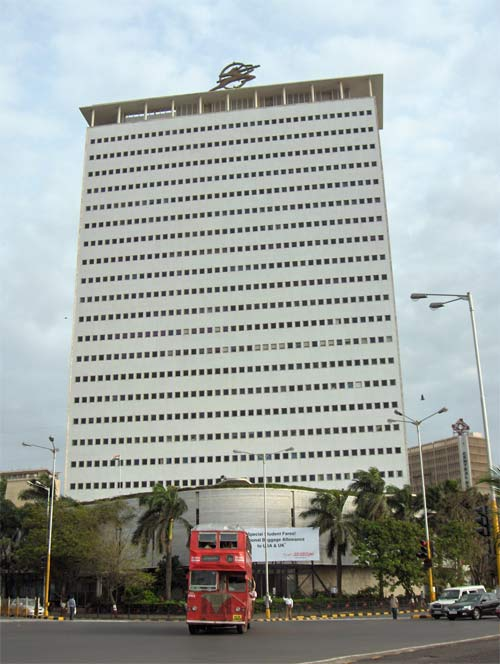
L'Air India Building a Mumbai è stato il quartier generale di Air India fino al 2013.

### La sede
Air India Limited ha sede presso la Indian Airlines House, New Delhi. Air India spostò la sua sede dal precedente Air India Building, da Mumbai a Delhi nel 2013. L'ex quartier generale è una torre di 23 piani su Marine Drive ed è stato uno degli obiettivi degli attentati di Mumbai del 1993.

### Sussidiarie

#### Correnti
Air India Regional è stata fondata come Alliance Air, una sussidiaria interamente controllata da Indian Airlines il 1º aprile 1996 e ha iniziato le operazioni il 21 giugno 1996. È stata ribattezzata Air India Regional dopo la fusione tra Air India e Indian Airlines. Air India Express ha iniziato le operazioni il 29 aprile 2005 ed era inizialmente di proprietà di Air India Charters. Opera voli dall'India meridionale al Medio Oriente e al Sud-est asiatico.

#### Defunte
Air India è diventata la prima compagnia aerea asiatica a operare con aerei cargo quando Air India Cargo è stata costituita nel 1954 e ha iniziato le sue operazioni di trasporto con un Douglas DC-3. Air India Cargo ha interrotto le operazioni degli aerei da carico all'inizio del 2012. [81]

### Mascotte
La mascotte di Air India è il Maharaja (re supremo). Fu creato da Bobby Kooka, l'allora direttore commerciale di Air India, e Umesh Rao, un artista con J. Walter Thompson Limited nel 1946. Kooka ha dichiarato che "lo chiamiamo Maharajah per mancanza di una descrizione migliore. Ma il suo sangue non è blu. Può sembrare un re, ma non è reale". Air India adottò il Maharajah come mascotte nel 1946. Fu usato per promuoverlo sebbene inizialmente progettato solo per i memo-pad della compagnia aerea. Il Maharajah è stato rinnovato nel 2015 e il marchio è rappresentato da una versione più giovane.

### Alleanza
Air India è diventata il 27° membro di Star Alliance l'11 luglio 2014.

### Logo e livrea
Lo schema dei colori di Air India è rosso e bianco. L'aereo era dipinto di bianco con intagli in stile palazzo rosso all'esterno dei finestrini e il nome della compagnia aerea scritto in rosso. Il nome è scritto in hindi sulla parte sinistra della fusoliera e in inglese sulla coda. Sulla destra della, il nome è scritto in inglese e in hindi sulla coda. Lo schema dei finestrini è stato progettato in linea con lo slogan Your Palace in the Sky. Gli aerei erano precedentemente battezzati con nomi di re e monumenti indiani. Nel 1989, per completare la sua Flying Palace, Air India ha introdotto una nuova livrea che includeva un filatoio d'oro metallico su una coda di colore rosso intenso e un Boeing 747, Rajendra Chola, è stato il primo ad essere dipinto con i nuovi colori.
Il primo logo di Air India era un centauro, una versione stilizzata del Sagittario che scocca una freccia in un cerchio che rappresenta la ruota di Konark. Il logo scelto dal fondatore J. R. D. Tata è stato introdotto nel 1948 e ha rappresentato la compagnia aerea fino al 2007. Il 22 maggio 2007, Air India e Indian Airlines hanno svelato la loro nuova livrea composta da un Flying Swan con al suo interno la ruota di Konark. Il cigno volante è stato trasformato dal logo del centauro e il chakra è stato derivato dal precedente logo di Indian. Il 15 maggio 2007, Air India ha rinfrescato la sua livrea, rendendo leggermente più piccoli gli archi del Rajasthan lungo i finestrini, estendendo una linea stilizzata dalla coda dell'aereo al muso e dipingendo la parte inferiore in rosso. Il nuovo logo è caratterizzato dalla coda e dalle gondole dei motori con linee rosse e arancioni parallele l'una all'altra dal portellone anteriore a quello posteriore.

### Collezione d'arte
Air India ha costruito una collezione di arte indiana dal 1956 alla metà degli anni 2000. La collezione comprende opere di importanti artisti e fotografi indiani degli anni '50, '60 e '70, sculture in legno e pietra, dipinti su vetro, una vasta collezione di tessuti rari e altro ancora. Tra le opere ci sono dipinti di M.F. Husain e V.S. Gaitonde e schizzi del fumettista Mario Miranda. Alcuni dei primi acquisti dell'azienda contribuirono a lanciare la carriera della famosa pittorice B. Prabha. Le opere d'arte venivano spesso appese negli uffici di prenotazione di Air India in tutto il mondo e utilizzate nei menu e nel materiale pubblicitario. A volte gli artisti venivano mandati a dipingere murales negli uffici esteri o ricevevano biglietti aerei in cambio delle loro opere. Nel 1967, la compagnia commissionò posacenere a Salvador Dalí e ne regalò alcune centinaia ai suoi passeggeri di prima classe. Come pagamento, Dalì chiese un cucciolo di elefante, che Air India trasportò da Bangalore a Ginevra, insieme a un mahut. Alla fine degli anni 2010, un piano per formare un museo dalla collezione è stato bloccato dai piani di privatizzazione. Le opere sono collocate in un edificio a Nariman Point, Mumbai.

## Servizi

### La cabina
I Boeing 777-200LR/777-300ER e Boeing 747-400 operati su voli a lungo raggio sono in una configurazione a tre classi. Il Boeing 787 Dreamliner e l'Airbus A321 hanno una configurazione a due classi. Gli Airbus A320 operati su voli nazionali e internazionali a corto raggio sono in una configurazione all-economy o in una configurazione a due classi. Gli Airbus A319 hanno una configurazione all economy. Air India serve pasti su tutti i voli internazionali e nazionali con una durata di volo superiore a 90 minuti.

### Intrattenimento
Gli aerei Air India sono dotati del sistema di intrattenimento a bordo Thales i3000. I passeggeri possono scegliere tra cinque canali che trasmettono contenuti in hindi e inglese. I Boeing 777, 747 e 787 di Air India sono inoltre dotati di sistemi di intrattenimento in volo personali su richiesta su cui i passeggeri possono scegliere tra i contenuti disponibili. Showtime è la guida ufficiale per l'intrattenimento pubblicata da Air India. Shubh Yatra (che significa Happy Journey) è una rivista di bordo bilingue pubblicata in inglese e hindi.

### Programma frequent flyer
Flying Returns è il programma frequent flyer di Air India. È condiviso tra Air India e le sue sussidiarie. I punti possono essere convertiti in viaggi premio con altre compagnie aeree.

### Lounge premium
La Maharaja Lounge (inglese: Emperor's Lounge) è disponibile per i passeggeri di First e Business class. Air India condivide le lounge con altre compagnie aeree internazionali negli aeroporti internazionali che non hanno una Maharaja Lounge disponibile. Ce ne sono otto, di cui 5 in India, una a New York, una a San Francisco e una a Londra.

## Destinazioni
Al 2025, Air India opera voli di linea verso Arabia Saudita, Australia, Bahrain, Bangladesh, Canada, Cina, EAU, Francia, Germania, Hong Kong, India, Israele, Italia, Giappone, Kenya, Kuwait, Maldive, Myanmar, Nepal, Nigeria, Oman, Qatar, Regno Unito, Russia, Singapore, Stati Uniti, Sud Corea, Sri Lanka e Thailandia.

### Accordi commerciali

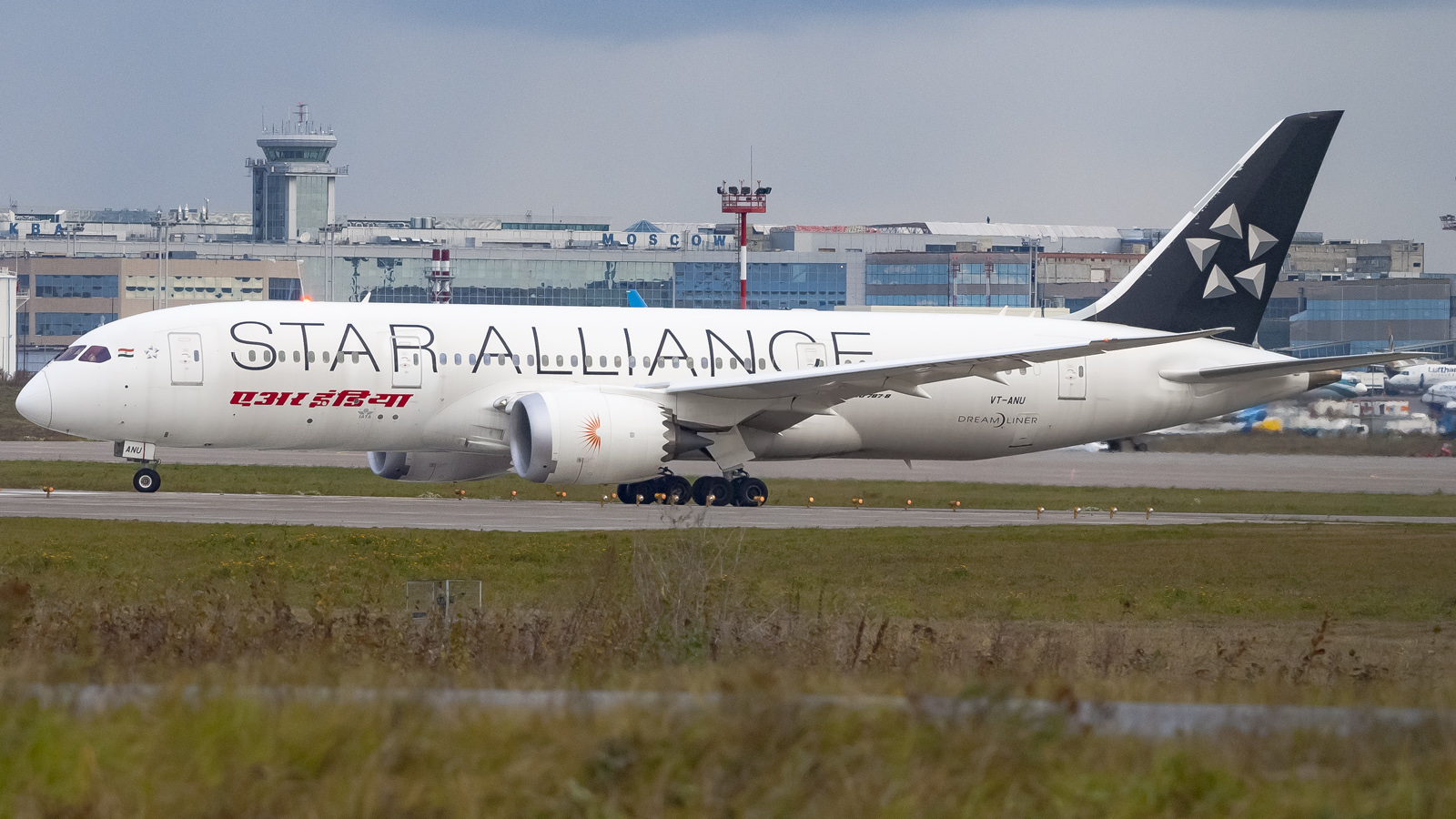
Un Boeing 787-8 di Air India in livrea Star Alliance

Al 2025 Air India ha accordi di codeshare con le seguenti compagnie::
- Air Canada[44]
- Air India Express [45]
- Air Mauritius
- Air New Zealand[46]
- All Nippon Airways[47]
- Asiana Airlines
- Austrian Airlines[48]
- Avianca
- Croatia Airlines
- Egyptair
- Ethiopian Airlines
- EVA Air
- Hong Kong Airlines
- Kenya Airways[49]
- LOT Polish Airlines
- Lufthansa
- Singapore Airlines
- SriLankan Airlines
- Swiss International Air Lines
- TAP Air Portugal
- United Airlines
- Virgin Australia[50]

### Alleanze
Nel luglio 2014 Air India è entrata a far parte di Star Alliance

## Flotta

### Flotta attuale

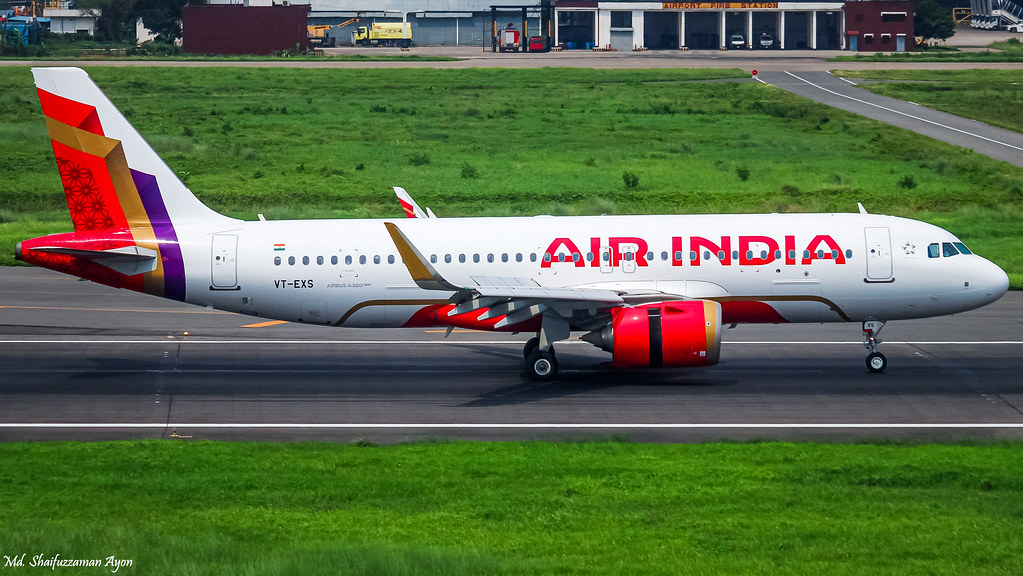
Un Airbus A320neo.

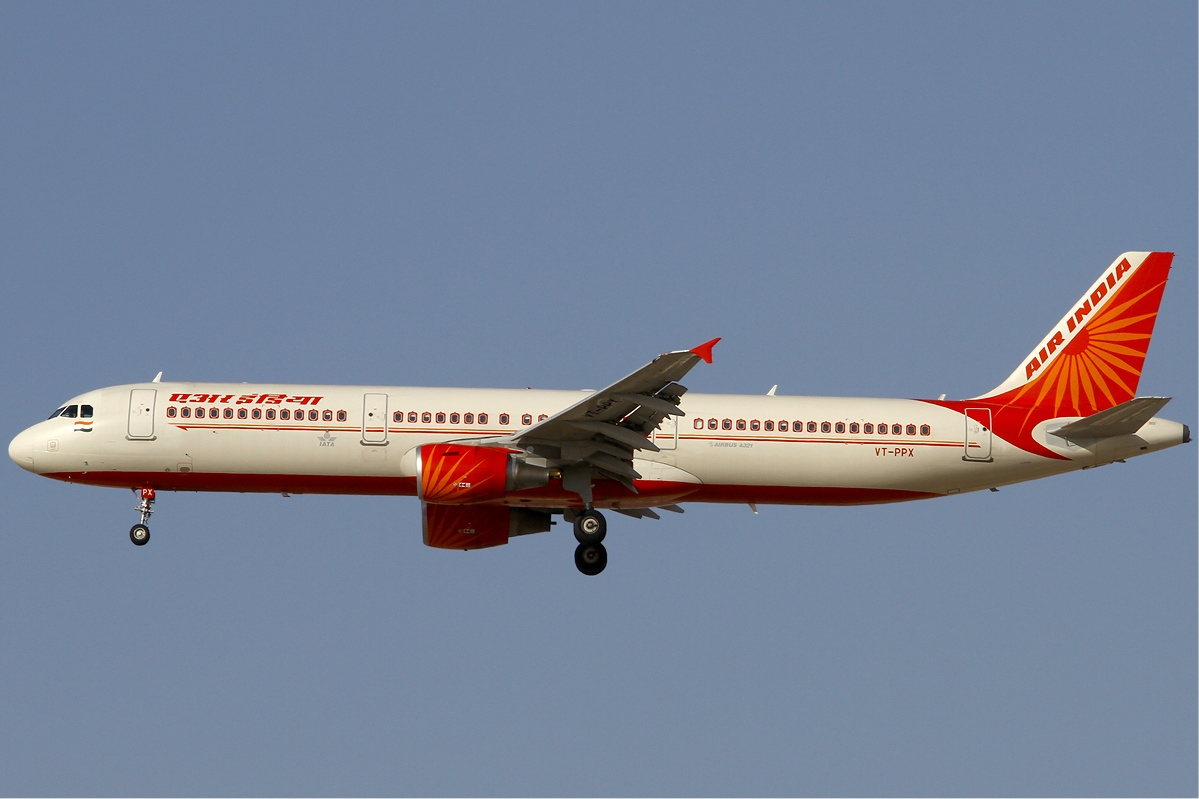
Un Airbus A321-200.

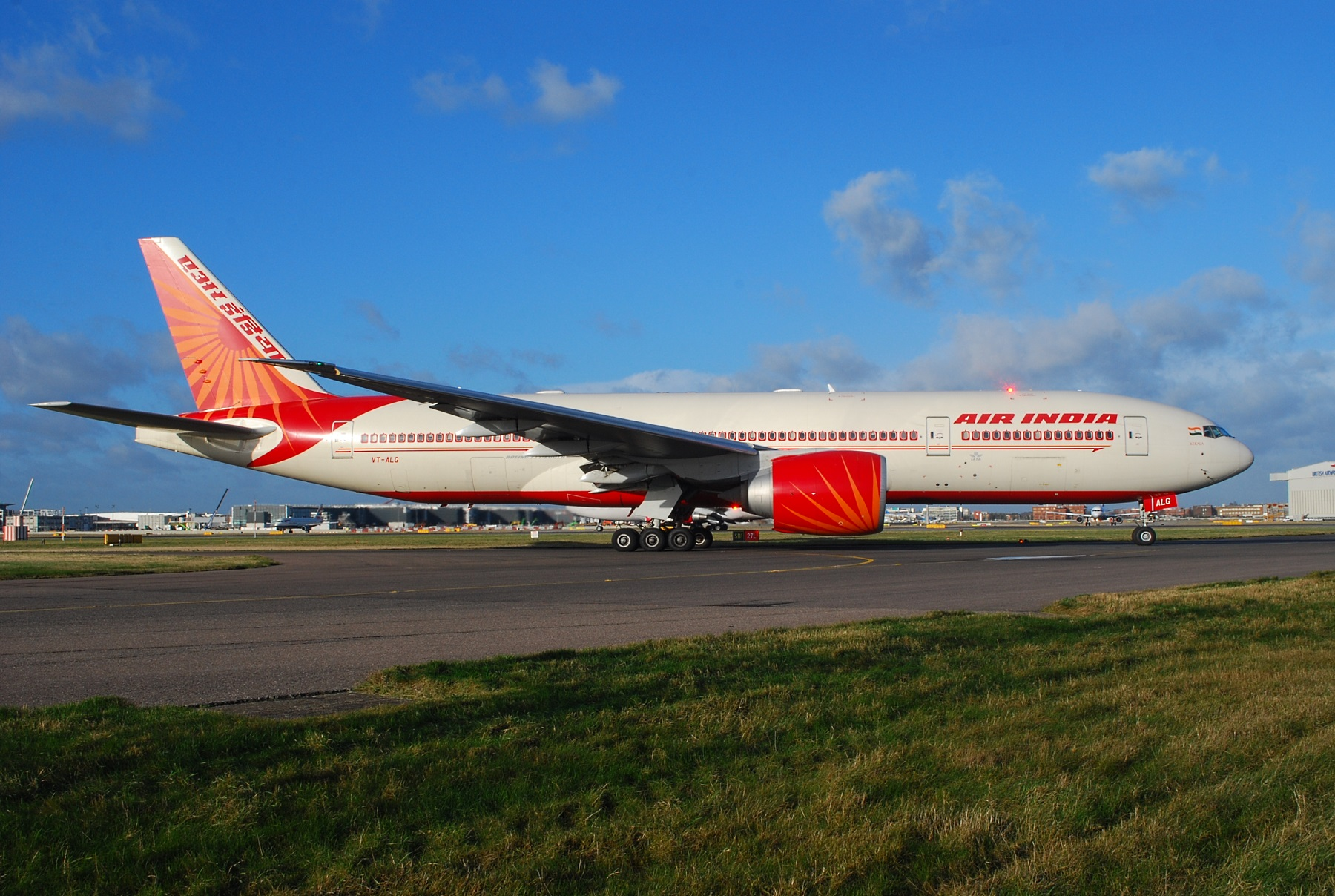
Un Boeing 777-200LR.

A luglio 2025 la flotta di Air India è così composta:
Per quanto riguarda alcuni Airbus A320, Air India ha optato per una configurazione del carrello d'atterraggio principale con 2 assi, al posto della normale configurazione monoasse, per poter distribuire meglio il peso dell'aereo su piste non preparate.
Tuttavia, in seguito ad un aggiornamento generale delle pavimentazioni di pista in India, la compagnia ha ritirato tutti i velivoli con questa configurazione nel 2019

### Flotta storica

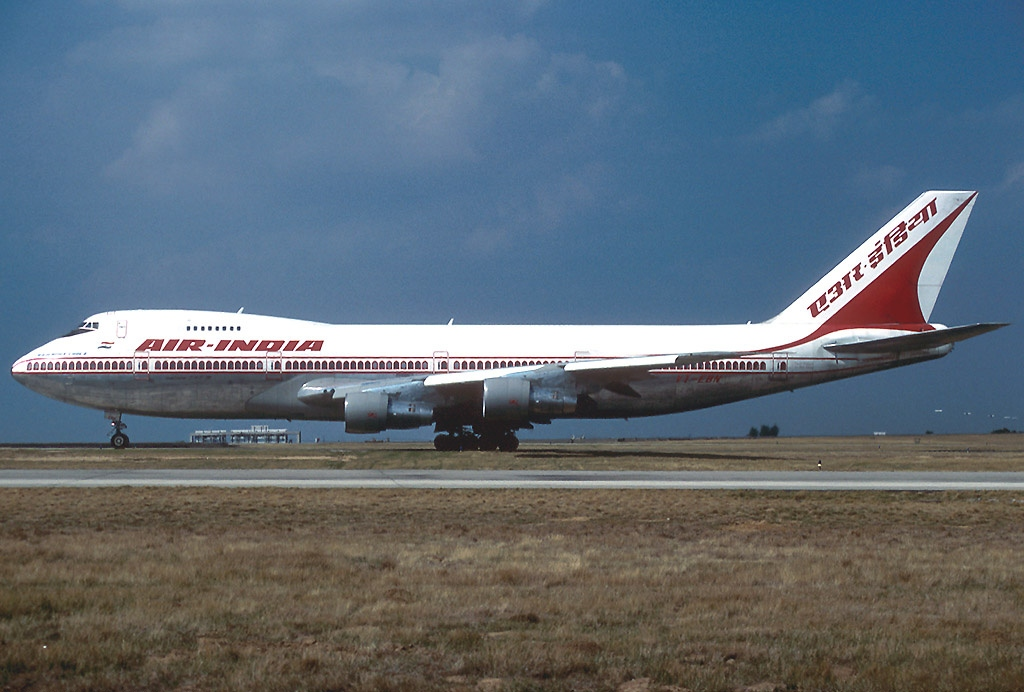
Un Boeing 747-200B nel 1996.

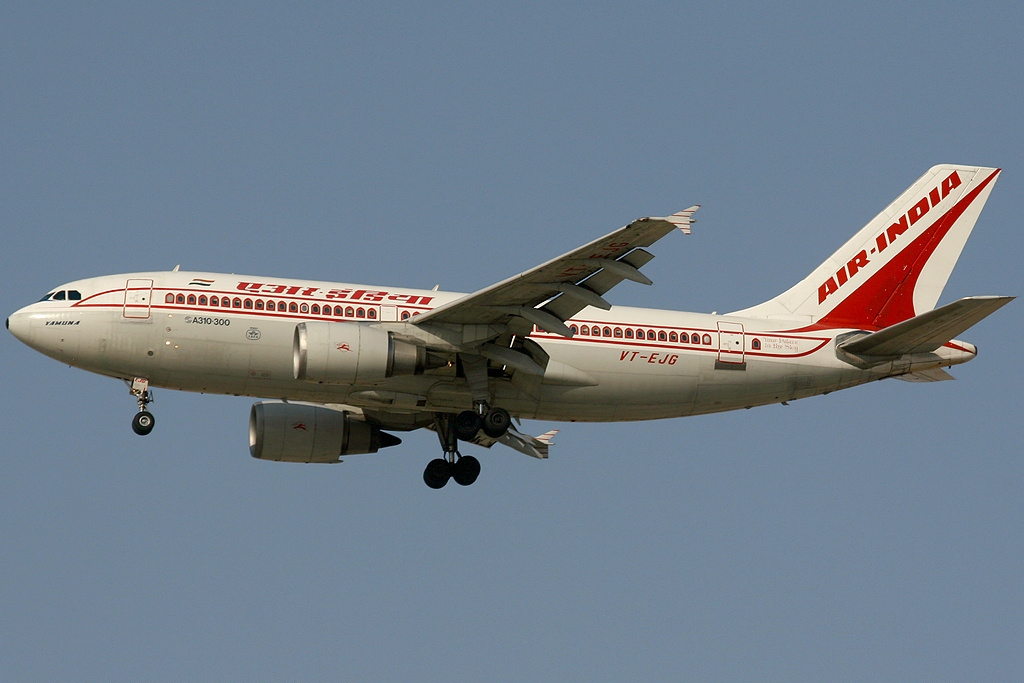
Un Airbus A310-300 nel 2006.

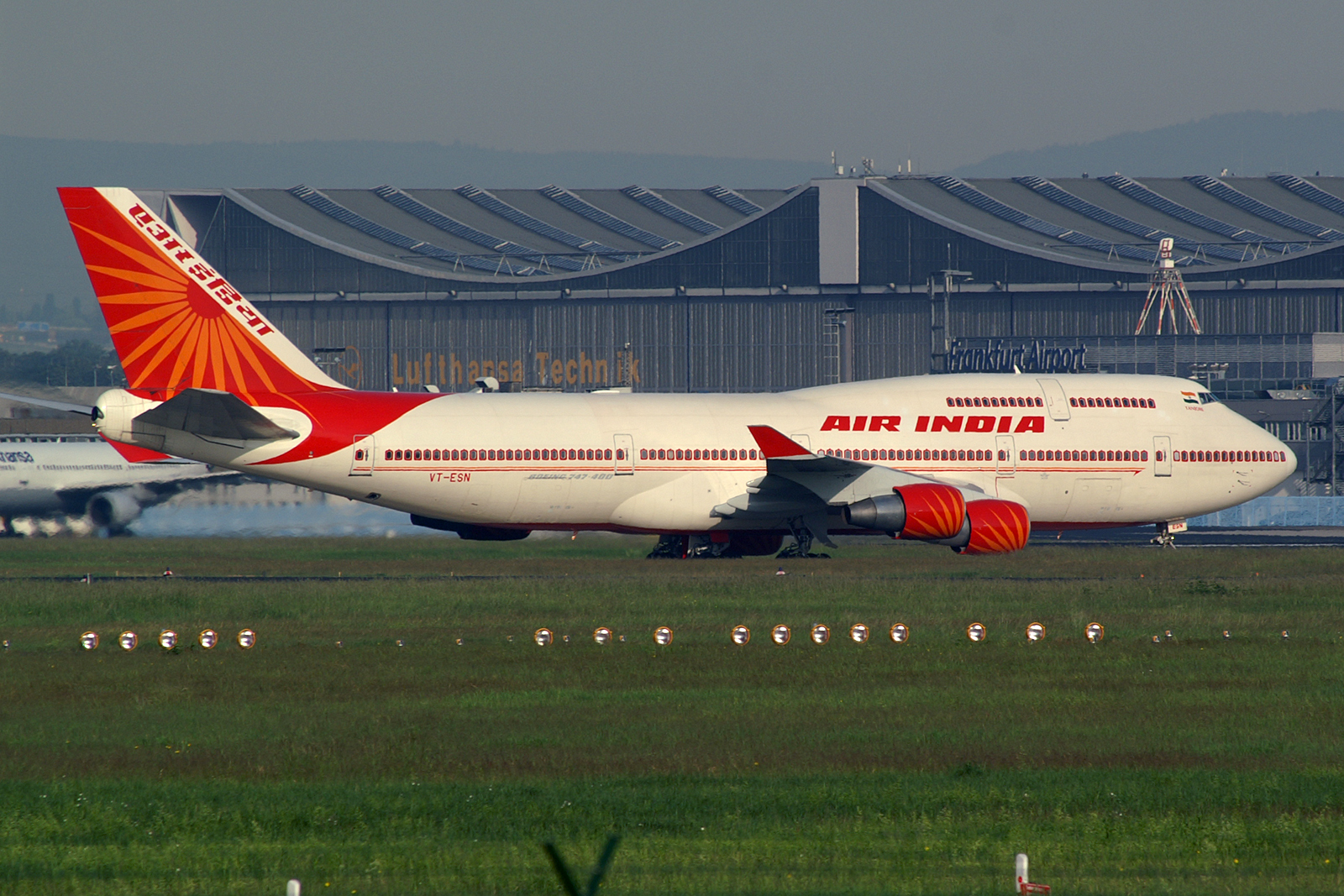
Un Boeing 747-400 nel 2008.

Air India operava in precedenza con i seguenti aeromobili:
Oltre agli aeromobili sopra elencati, Air India ha operato diversi altri modelli: de Havilland Puss Moth, de Havilland Fox Moth, Waco YQC-6, de Havilland Dragon Rapide, Percival Petrel, Douglas DC-2, Douglas DC-3, Vickers VC.1 Viking, Lockheed L-749 Constellation, Douglas DC-4 e Lockheed L-1049 Super Constellation fino al 1960. Successivamente, Air India iniziò a utilizzare il Boeing 707 e il de Havilland Comet.

## Incidenti
- Il 27 dicembre 1947, il Douglas DC-3 di marche VT-AUG precipitò minuti dopo il decollo dopo essere sceso a un'altitudine non sicura. Le vittime furono 23.[57]
- Il 3 novembre 1950, il volo Air India 245, un Lockheed Constellation, scomparve mentre sorvolava il versante francese del Monte Bianco. Il relitto del velivolo fu trovato due giorni dopo, schiantato contro un picco roccioso durante l'avvicinamento all'aeroporto di Ginevra mentre percorreva la seconda tratta del volo Bombay-Il Cairo-Ginevra-Londra. Tutte le 48 persone a bordo rimasero uccise nell'incidente, che fu il più grave occorso in Francia fino a quel tempo e il terzo più grave a coinvolgere un Lockheed Constellation.[58]
- Il 13 dicembre 1950, un Douglas C-47, marche VT-CFK, si schiantò sul monte Nilgiri a causa di errori di navigazione. Le vittime furono 21.[59]
- Il 9 maggio 1953, un Douglas DC-3, marche VT-AUD, precipitò pochi minuti dopo il decollo dopo che i piloti ne persero il controllo. Le vittime furono 18.[60]
- L'11 aprile 1955, un Lockheed Constellation di marche VT-DEP precipitò dopo l'esplosione di un ordigno a bordo. Del 19 presenti, sopravvissero solo in 3.[61]
- Il 24 gennaio 1966, il volo Air India 101, un Boeing 707-430 appena acquisito dalla compagnia, si schiantò sul versante francese del Monte Bianco durante l'avvicinamento all'aeroporto di Ginevra. Tutte le 117 persone a bordo morirono nell'incidente, rendendolo sia il secondo più grave accaduto in Francia a quel tempo che il nono più grave mai occorso ad un Boeing 707.[62]
- Il 1º gennaio 1978, il volo Air India 855, un Boeing 747-200B, si schiantò circa 3 km al largo della costa di Bandra, Bombay (ora Mumbai). Tutti i 213 passeggeri e i 23 membri dell'equipaggio a bordo rimasero uccisi. Si ritiene che lo schianto sia stato causato dal disorientamento spaziale del comandante dopo il malfunzionamento di uno degli strumenti di volo nella cabina di pilotaggio.[63]
- Il 22 giugno 1982, il volo Air India 403, un Boeing 707-430, precipitò dopo un tentativo di atterraggio fallito, causando la morte di 17 persone.[64]
- Il 23 giugno 1985, il volo Air India 182, un Boeing 747-200B, esplose a causa di una bomba, ad un'altitudine di 9400 m, mentre transitava nello spazio aereo irlandese e provocando il decesso di tutti i presenti a bordo, per poi precipitare nell'oceano Atlantico. Complessivamente persero la vita 329 persone, delle quali 280 di nazionalità canadese di origine indiana.[65]
- Il 12 giugno 2025, il volo Air India 171, un Boeing 787-8 Dreamliner con destinazione Londra Gatwick, si è schiantato in una zona residenziale di Ahmedabad subito dopo il decollo.